# Carmen Chico
Carmen Chico Rodríguez (Cádiz, 12 de mayo de 1944) es una política y pedagoga social española.

## Biografía
Nacida en Cádiz el 12 de mayo de 1944, es diplomada en Pedagogía y pertenece al Partido Socialista Obrero Español. En las elecciones municipales de 1991 fue elegida concejala del Ayuntamiento de Cádiz por el PSOE, y permaneció en el cargo hasta que finalizó la legislatura en 1995. En las elecciones generales de 2011 fue en las listas del PSOE por Cádiz pero no resultó elegida senadora. Sin embargo, en julio de 2015 el socialista Juan María Cornejo pasó a ser senador por designación del Parlamento de Andalucía y por lo tanto pudo ocupar el cargo.